# Iglesia de San Carlos Borromeo (Amberes)
La iglesia de San Carlo Borromeo de Amberes (en neerlandés: Sint-Carolus Borromeuskerk), ubicada en el centro histórico de la ciudad portuaria escaldina (plaza Henri Conscience), es una iglesia católica del siglo XVII, la iglesia más grande de los Países Bajos meridionales y la iglesia de estilo barroco más antigua de Flandes. Construida entre 1615 y 1621 como iglesia de la casa profesa de los jesuitas, fue la primera iglesia en el mundo que fue dedicada al fundador, Ignacio de Loyola. Fue cerrada en 1773 con la supresión de los jesuitas y se volvió a dedicar en 1779 a san Carlos Borromeo.
La iglesia tuvo a Pedro Pablo Rubens como decorador y pintor principal y era conocida por las 39 piezas del techo pintadas por su taller, que se perdieron en un incendio cuando un rayo golpeó la iglesia el 18 de julio de 1718. Hoy es una iglesia parroquial.

## Construcción de la iglesia de San Ignacio

### Los jesuitas en Amberes

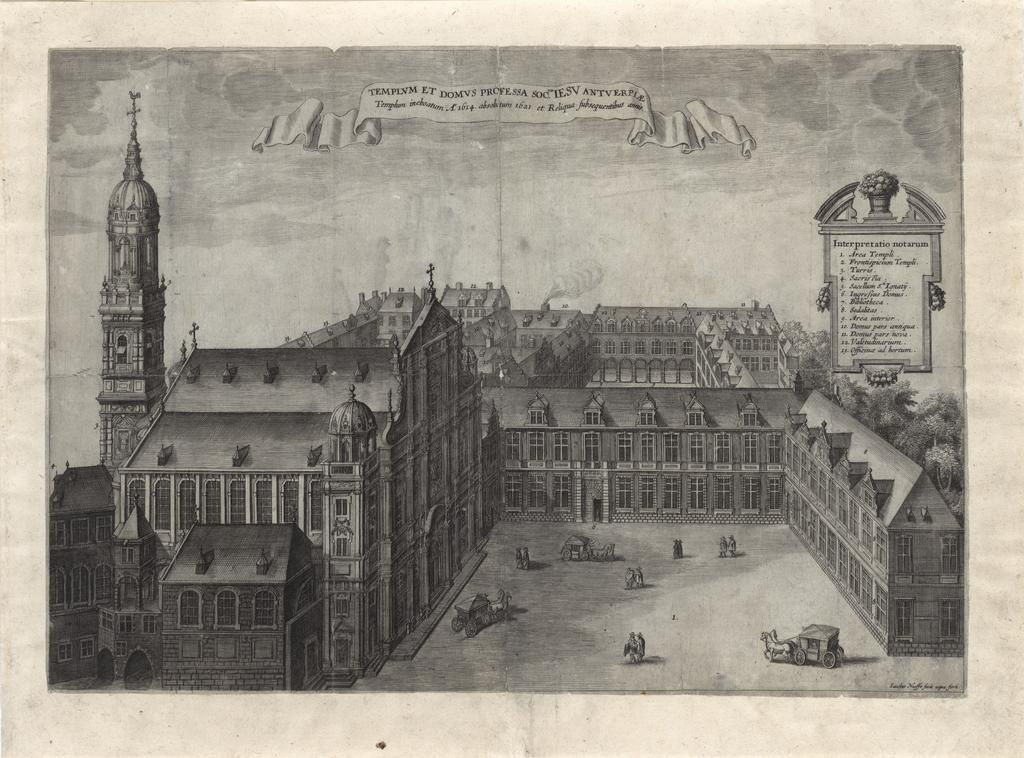
La casa profesa de Amberes alrededor de 1631

La Compañía de Jesús, una orden religiosa católica también conocida como los jesuitas. llegó a Flandes directamente desde París, ya en 1542 y se establecieron en Lovaina, donde abrieron una residencia para estudiantes de la Universidad Católica  de la ciudad, la más antigua de los Países Bajos meridionales. Los jesuitas llegaron a Amberes en 1562 y abrieron una pequeña universidad allí en 1574. La expansión de la misma hizo que se trasladaran en 1608 al Van Lyere Huis, un palacio que servía de residencia y de escuela gratuita. La antigua casa se convirtió en residencia de los jesuitas y se erigió como una casa profesa (1616). Albergará la obra y la biblioteca de la Sociedad de los bolandistas, desde su fundación, alrededor de 1630, por Jean Bolland (y su precursor Héribert Rosweyde), y permaneció así hasta la supresión de la Compañía de Jesús en 1773.

### Construcción de la iglesia

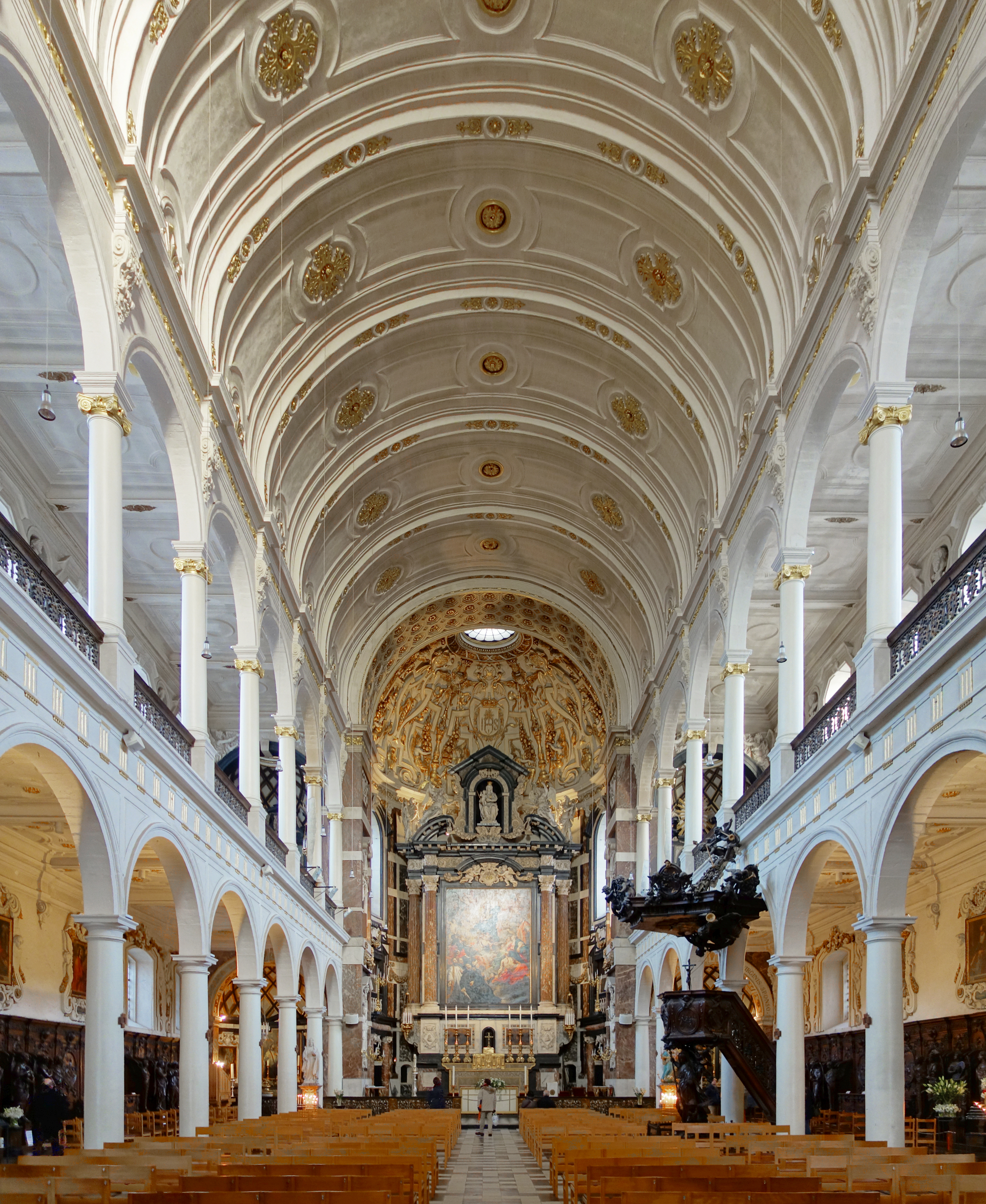
Vista actual de la nave

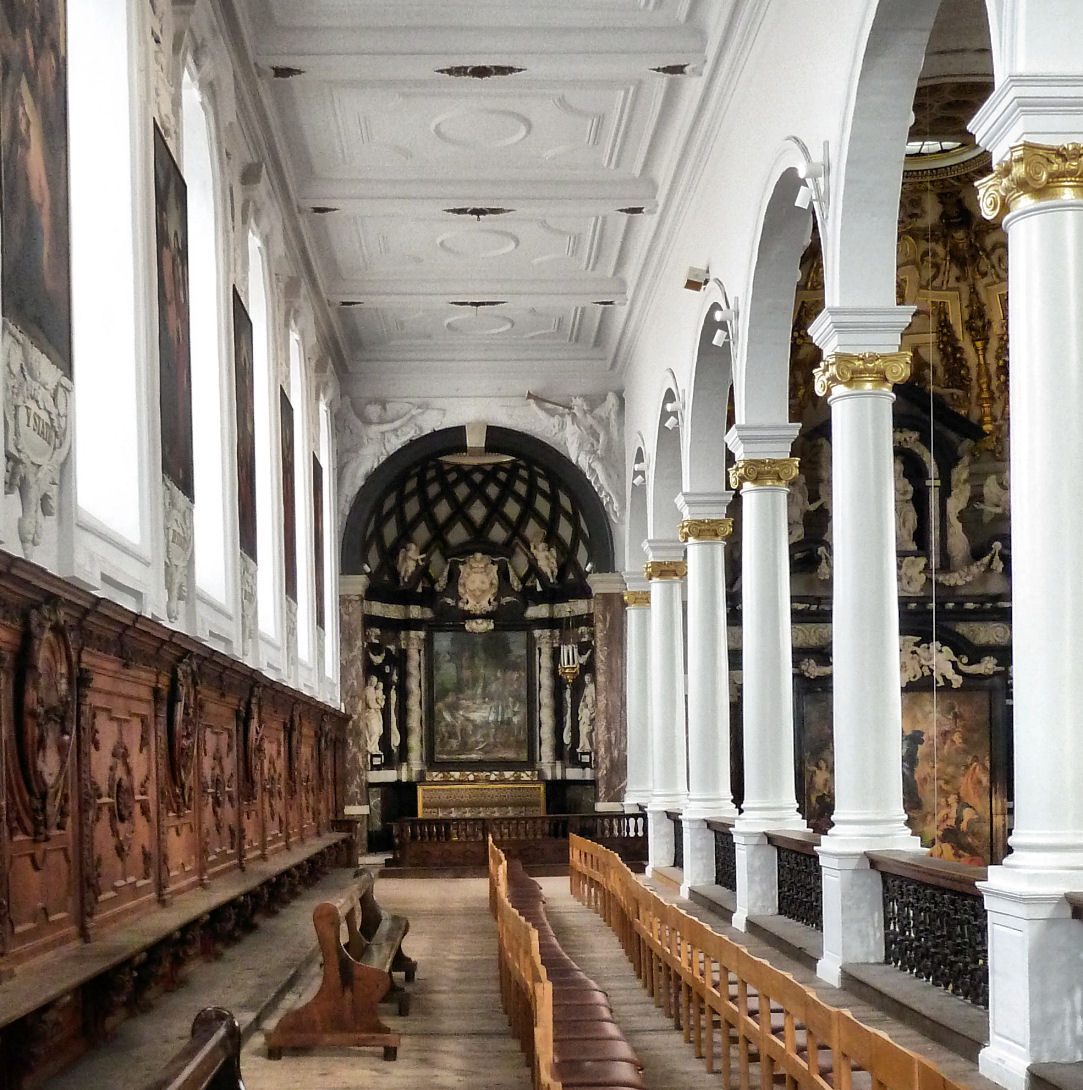
Vista de la galería

Dadas las numerosas actividades apostólicas que realizaban los jesuitas en una ciudad entonces en plena expansión comercial, decidieron emprender, junto a la residencia, la construcción de una iglesia (1615). La iglesia se concibió como un instrumento típico de la Contrarreforma, diseñada para sorprender a la gente y traerla de vuelta a la Iglesia Católica, donde los jesuitas jugaron un papel importante en la región. 
François d'Aguilon, arquitecto jesuita, concibió los planos. Cuando murió en 1617, el hermano jesuita Pierre Huyssens se convirtió en el principal arquitecto. El trabajo fue bien y el edificio estaba terminado en 1621. En su consagración (12 de septiembre de 1621) la iglesia fue dedicada a la Virgen María, pero poco después de la canonización del fundador de la orden jesuita (en 1622) se le dio el nombre de  Ignacio de Loyola, la primera iglesia en el mundo que fue dedicada al fundador.
La iglesia fue construida junto al  Huis van Aecken, comprada a los herederos de Erasmus II Schetz, un noble flamenco. La fachada de la iglesia fue inspirada por la iglesia del Gesu, la iglesia madre, pero ocho metros más alta. Presenta una planta basilical con tres naves con matroneo y coro coronado por un campanario. Dos capillas grandes están unidas a las naves laterales, una dedicada a San Ignacio y la otra a la Virgen María. La última, la más rica, se remonta a 1621 y muestra la opulencia que la iglesia habría tenido antes del incendio que la destruyó en 1718.

### Decoracion

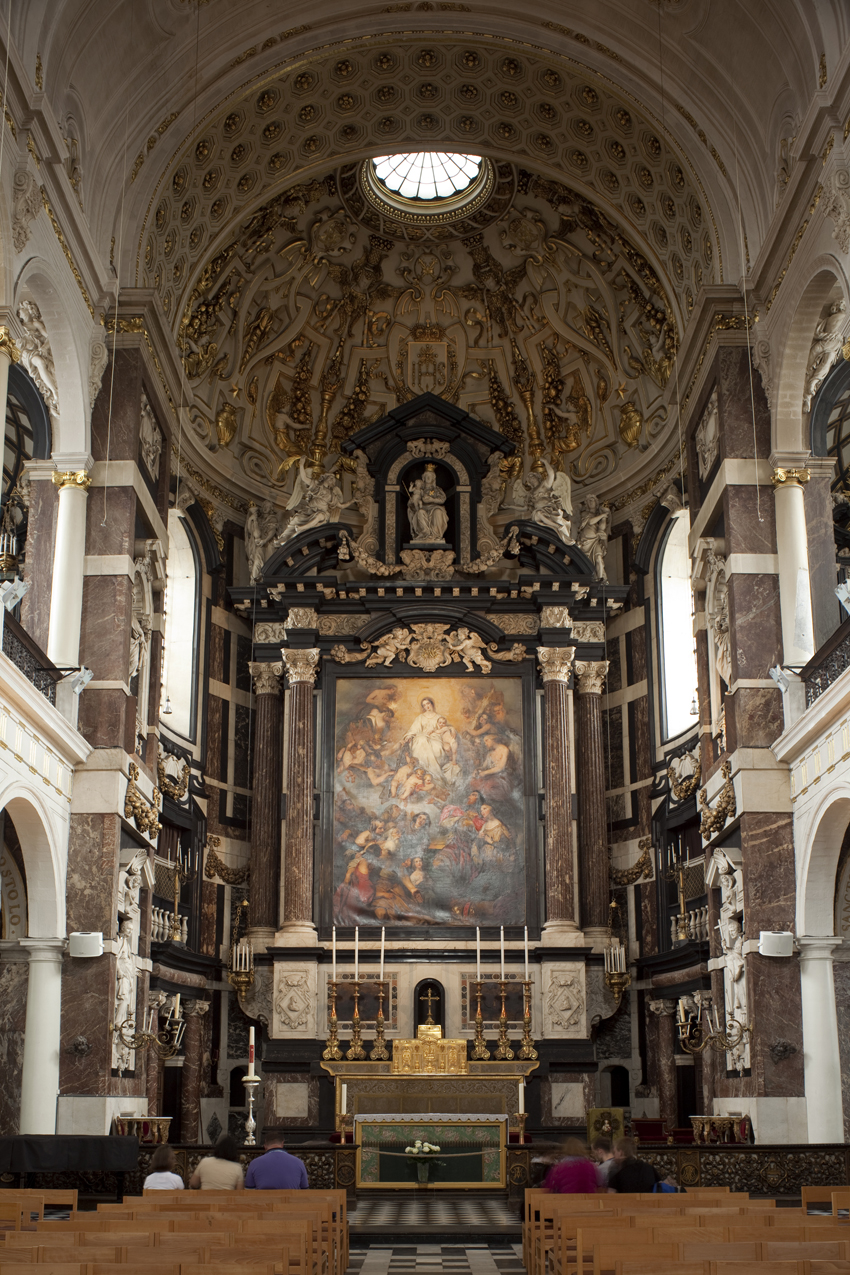
El altar mayor

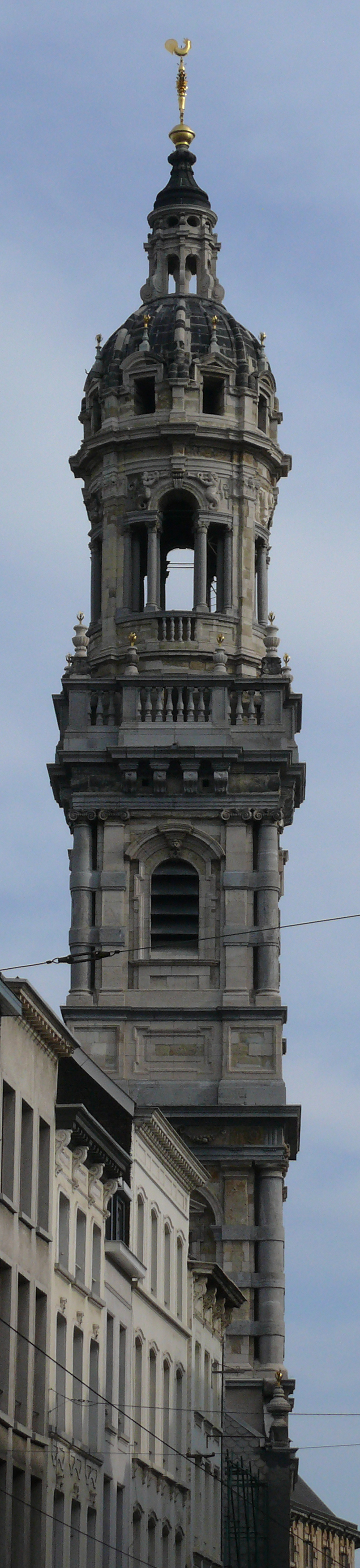
El campanile

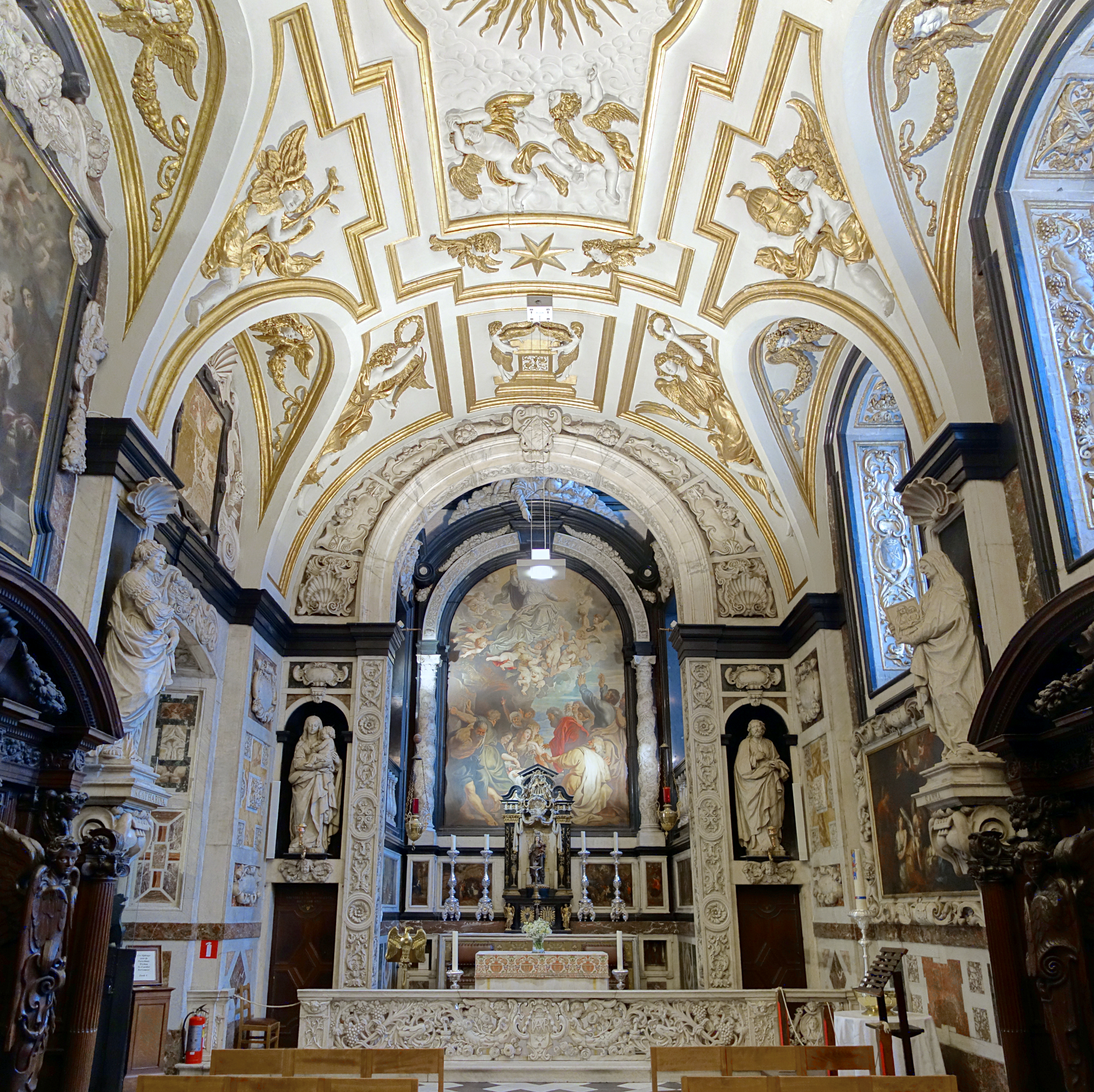
La capilla de la Virgen, de 1621

Para la decoración interior, los jesuitas recurrieron a Pedro Pablo Rubens, cuyo taller y escuela de pintura no estaban muy lejos. El artista estaba en el apogeo de su gloria e hizo de la iglesia de San Ignacio su principal trabajo eclesial. Una serie de tablas de escenas bíblicas decoran las paredes, y 39 casetones del techo son creaciones de su escuela. Los casetones del techo fueron destruidas durante el incendio del 18 de julio de 1718. En cuanto a las tablas, muchas fueron confiscadas o robadas cuando la Compañía de Jesús fue suprimida en 1773. Ahora están en varios museos de todo el mundo (incluyendo Viena).
En 1617-1618 Rubens pintó dos retablos para la iglesia. También el 29 de marzo de 1620, el rector del noviciado, el padre Tirinus Jacobus o el teólogo Tirini Jacobi, historiador y erudito de la Biblia, firmaron un contrato con Rubens para la realización de un ciclo de frescos que decorarían la bóveda de la iglesia. Rubens hizo treinta y nueve bocetos de preparación y luego fue ayudado en la realización por su taller, en especial por su alumno Anton van Dyck. Las pinturas se entregaron un año después, a tiempo para la consagración. Rubens recibió 7.000 florines por sus obras en la iglesia, y aunque las lujosas decoraciones que comprendía  esculturas y otras obras de arte fueron bien recibidas, Tirinus fue despedido en 1625 por ir más allá de su presupuesto.
La grandeza —la iglesia de San Ignacio es la iglesia barroca más grande de los antiguos Países Bajos—, la belleza y la riqueza de la decoración de la iglesia transmitían un mensaje. Amberes, que entonces era una metrópolis influyente y rica, estaba en la frontera entre las regiones protestantes y católicas de los Países Bajos, y era uno de los lugares donde competían las dos corrientes. La iglesia de San Ignacio fue la expresión del triunfo de la reforma católica, que puso fin al progreso del protestantismo.
El 18 de julio de 1718, un rayo cayó sobre la iglesia y causó un gran incendio. El interior quedó muy dañado, las columnas de mármol del matroneo en ruinas y los frescos del techo se perdieron para siempre. la bóveda de la nave, incluidas las pinturas del techo de Rubens, fue destruida por el fuego. Después del incendio, la iglesia fue restaurada manteniendo un ambiente mucho más sobrio, diseñado por Jan Pieter van Baurscheidt el Viejo que restauró las partes dañadas de acuerdo con la idea original, pero reemplazó los casetones originales por anchos arcos transversales.

## Iglesia de San Carlos Borromeo
En 1773, cuando el papa Clemente XIV suprimió la Compañía de Jesús, los jesuitas fueron expulsados de su casa profesa en Amberes. El trabajo de los bolandistas continuo durante un tiempo en casa de los premonstratenses de Tongerlo. La propiedad de los jesuitas fue inventariada y confiscada por las autoridades austriacas. Fue entonces cuando varias pinturas de Rubens de la iglesia partieron para Viena. La iglesia misma se confió al clero secular y se reabrió en 1779, convertida desde 1803 en iglesia  parroquial bajo el nombre de San Carlos Borromeo (St.-Carolus Borromeuskerk), en honor de Carlos Borromeo.
Durante el período neerlandés (1816-1830), San Carlos Borromeo sirvió como iglesia protestante para la Iglesia reformada neerlandesa, manteniendo el sobrio  interior barroco. Se convirtió en una iglesia católica después de la independencia de Bélgica en 1830.
Una campaña de restauración en la década de 1980 recuperó el esplendor barroco de la iglesia. Además de las obras de Rubens, el interior muestra pinturas de Gerard Seghers, Daniel Seghers y Cornelis Schut.
El 30 de agosto de 2009 volvió a declararse un fuego, pero ninguna de las obras de arte importantes sufrió daños.

Representaciones artísticas de la iglesia
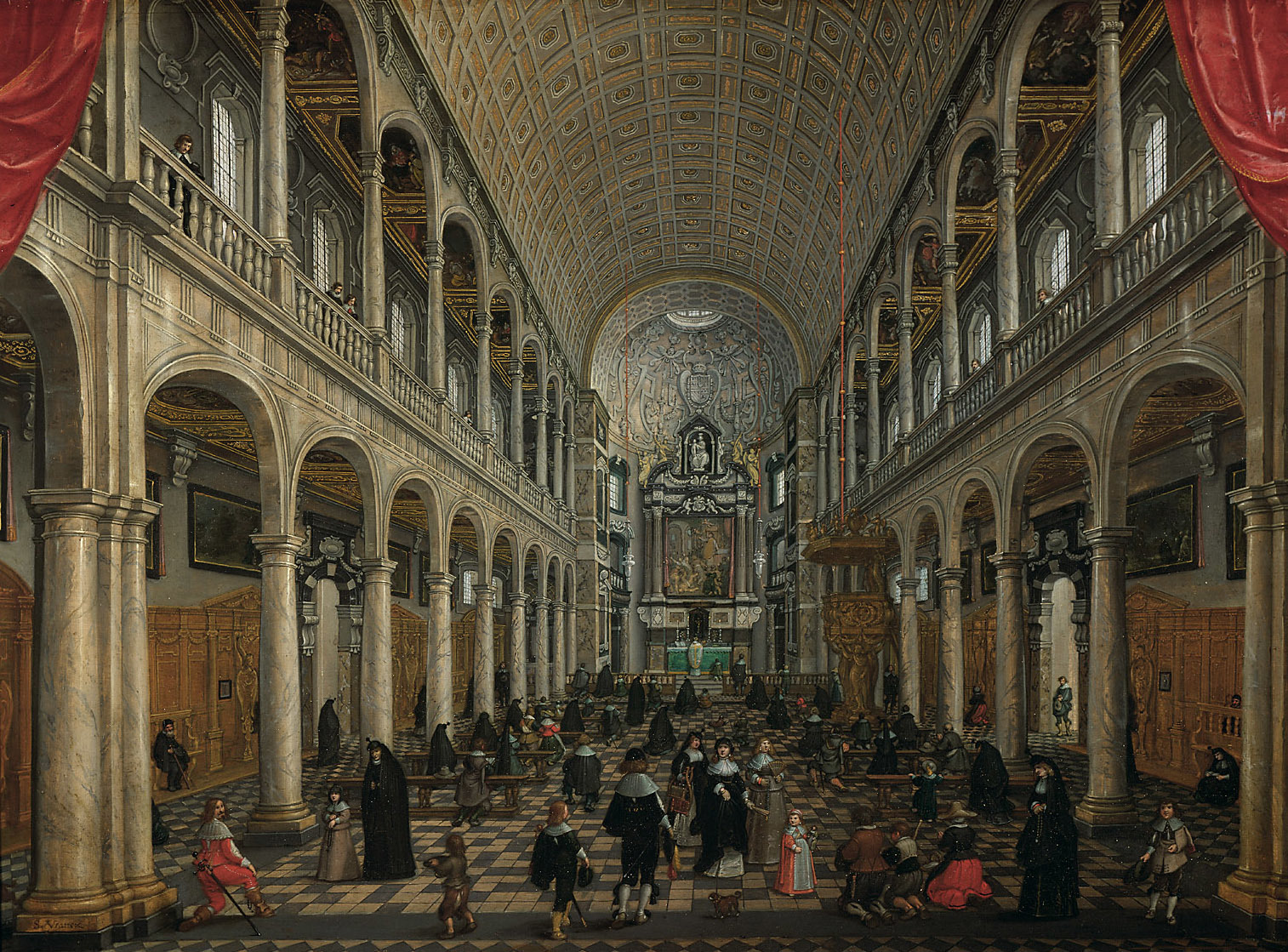
Pintura del interior, de Sebastian Vrancx, ca. 1630
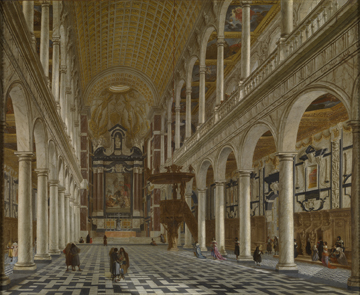
Pintura del interior, de  Hieronymus Janssens y Wilhelm Schubert van Ehrenberg, ca. 1660
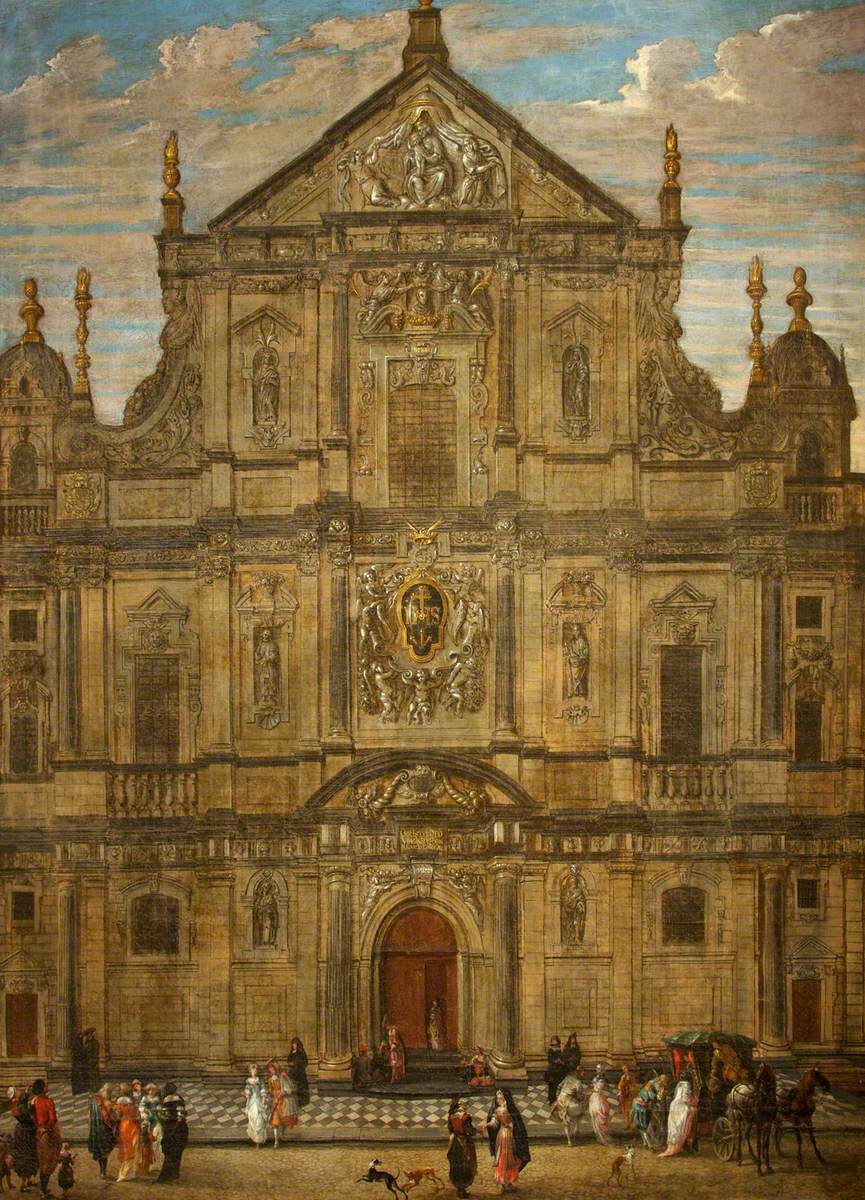
Pintura de la fachada, de Antoon Gheringh, ca. 1665
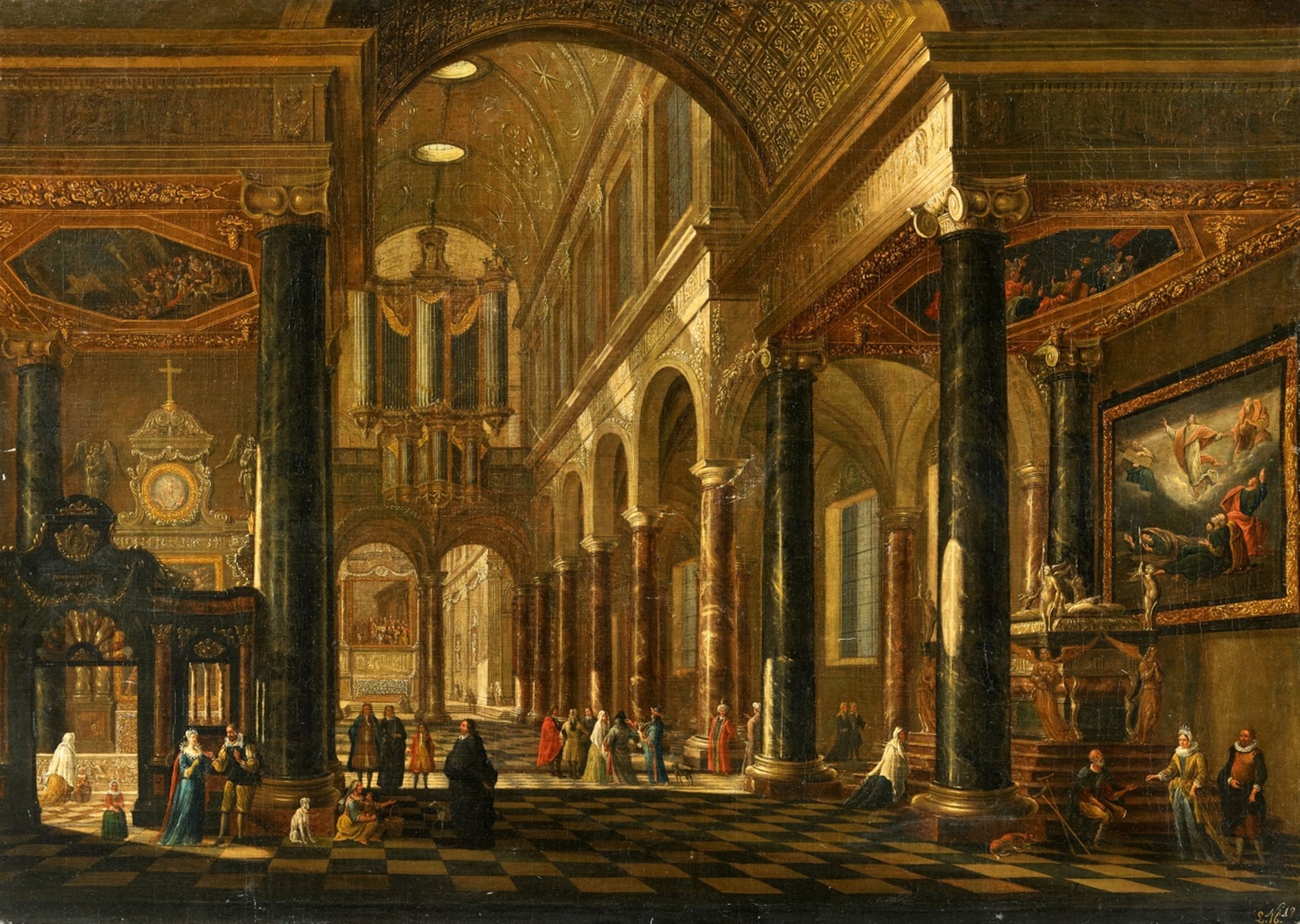
Interior de la iglesia mostrando el estado anterior al incendio, de Jacob Balthasar Peeters, 1721
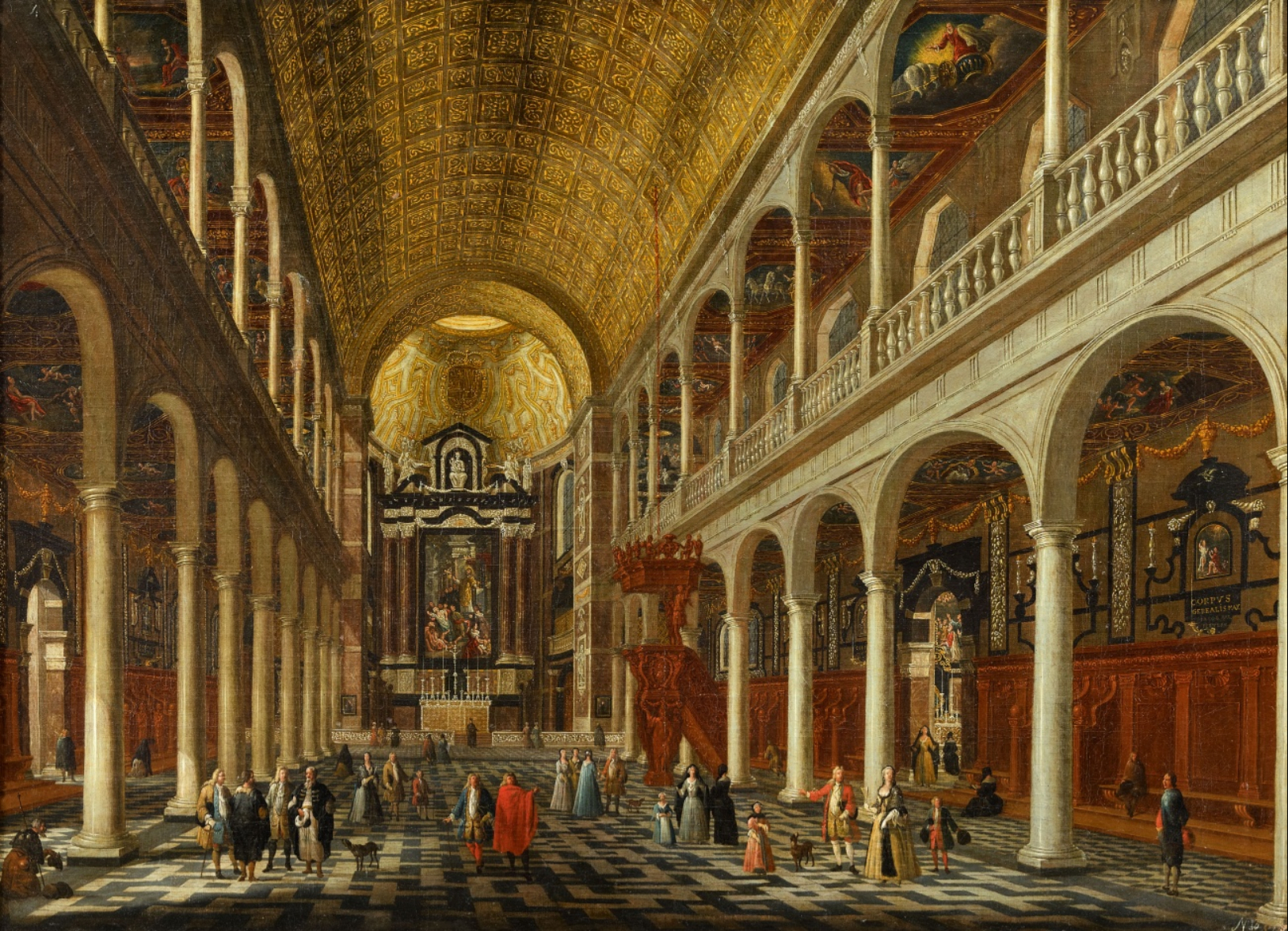
Otro interior de Jacob Balthasar Peeters, 1721

## Patrimonio artístico y decoración interior

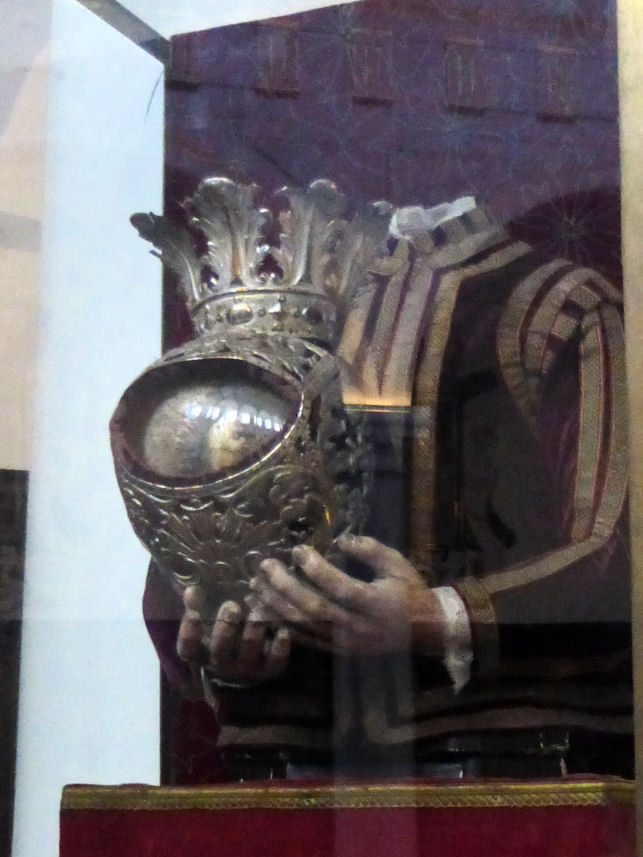
Reliquia de San Justus de Beauvais

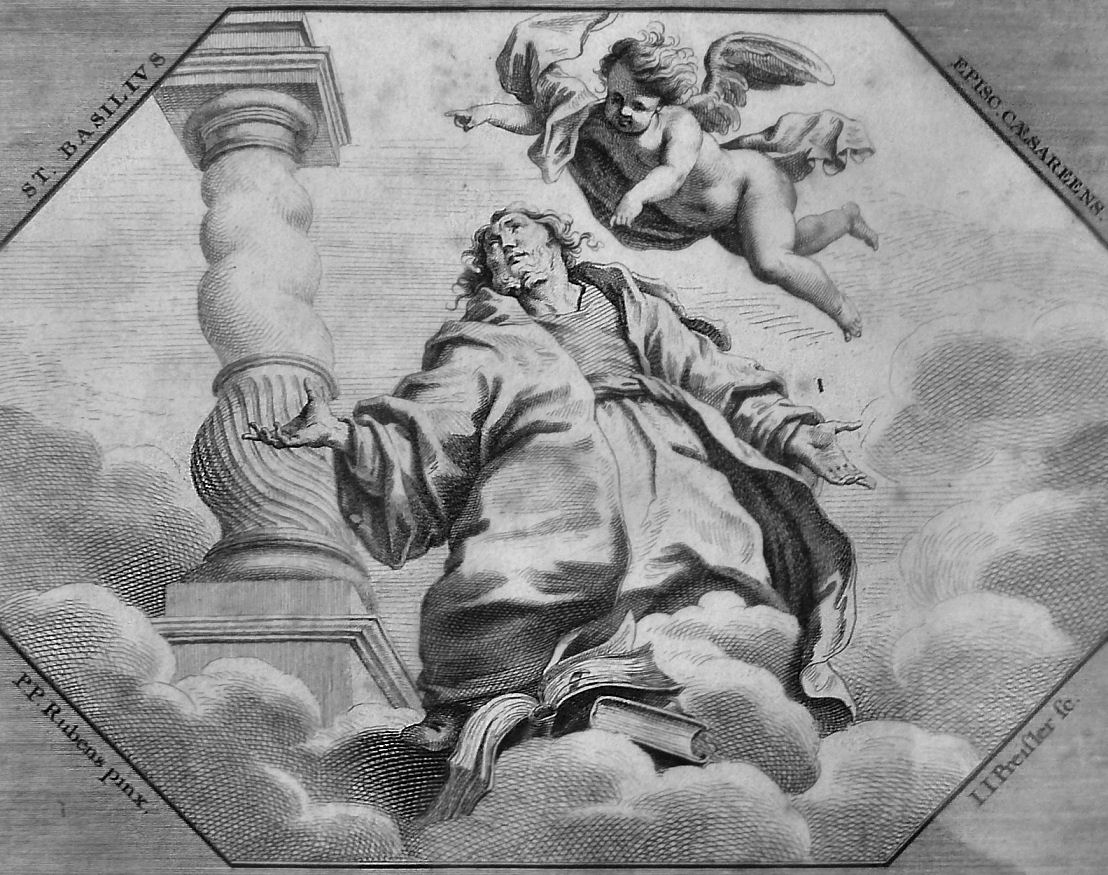
San Basilio de Rubens, destruido por el fuego

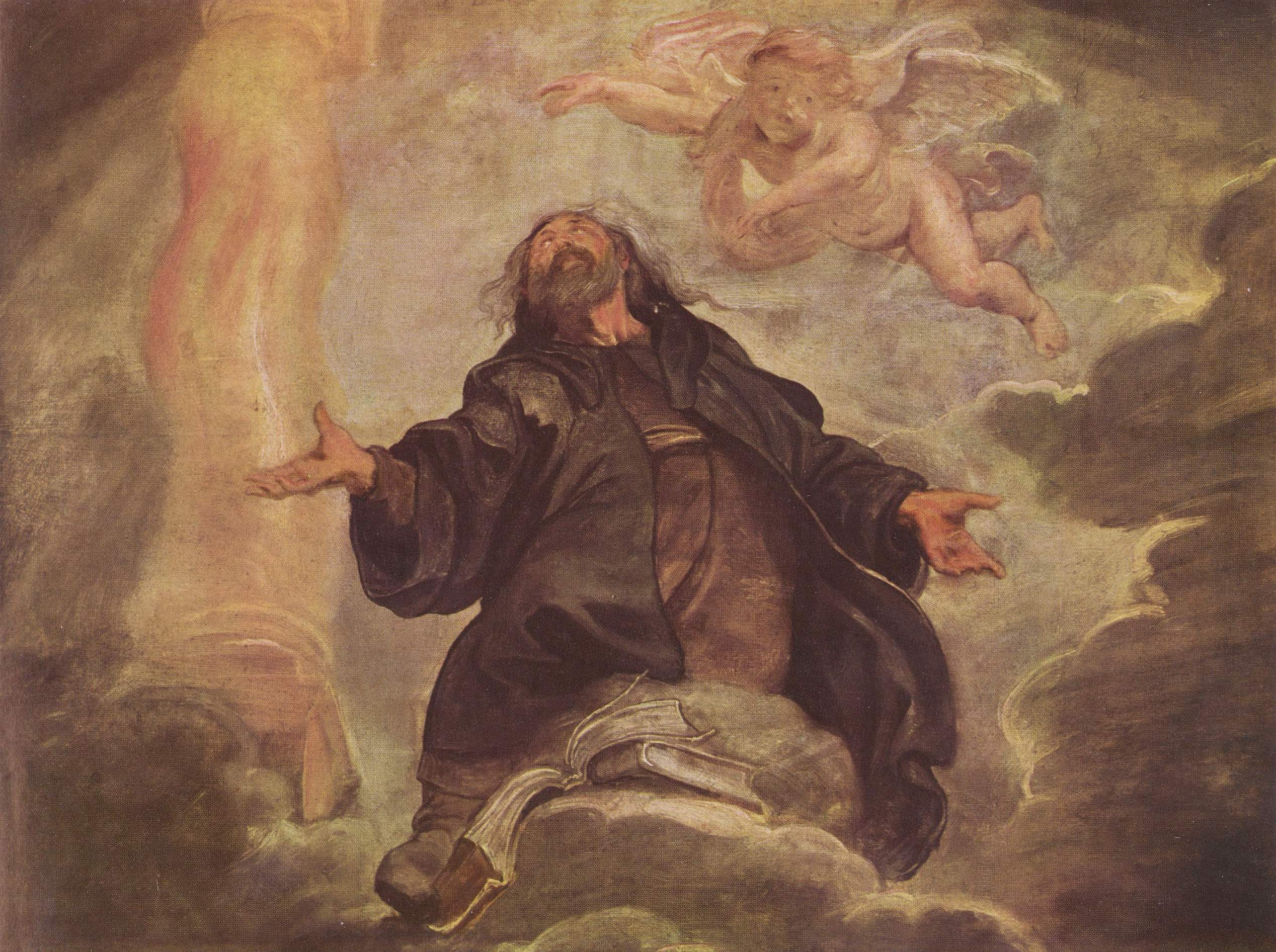
Cartouche conservado en el castillo de Friedenstein

- La nave es amplia y da una impresión de calma y prosperidad. Está bordeada por naves laterales (estilo basilical) cuyas galerías superiores están sostenidas por elegantes columnas (que antes del incendio de 1718 eran de mármol). Las grandes ventanas que dan a estas galerías superiores permiten que la luz entre abundantemente en la iglesia.

- En todo su ancho, el coro está separado de la nave central por un notable banco de comunión de madera (siglo XVIII), trabajado con motivos que recuerdan al pan eucarístico de la comunión. A ambos lados del ábside central están los absidiolos con altares laterales dedicados, uno al apóstol de las Indias, San Francisco Javier (a la izquierda) y el otro a la Virgen María (a la derecha).
- En el ábside central, el altar mayor está coronado por una pintura, alternativamente una Elevación de la Cruz, de Gerard Seghers, y de una Coronación de la Virgen, de Cornelis Schut. Anteriormente, la gloria de este altar eran las dos pinturas Los milagros de San Ignacio de Loyola y Los milagros de San Francisco Javier,ambas de Rubens, que ahora sostienen la reputación del Museo de Bellas Artes de Viena. Mediante un ingenioso mecanismo de poleas (que se encuentra en varias iglesias jesuitas), las pinturas se pueden mostrar alternativamente.

- Las paredes de los naves laterales están revestidas con paneles hasta una altura de 4 metros. Toda una serie de medallones tallados en la madera cuentan en 40 escenas, de un lado la vida de San Ignacio de Loyola y del otro escenas de la vida de San Francisco Javier.

- Los confesionarios están adornados con figuras de escala humana de ángeles y personajes que evocan los grandes temas de la religión cristiana: el perdón de los pecados, el buen samaritano, el hijo pródigo, la muerte, etc.

- El púlpito está soportado por una representación feminizada de la Iglesia triunfante sobre la herejía. Las paredes del recinto del predicador y su caja de resonancia están decoradas con 12 escenas de la vida de la Virgen María.

- Dos grandes capillas adosadas, en los flancoslaterales de la iglesia, están dedicadas una a san Ignacio de Loyola y la otra a la Virgen María. Estas capillas también son ricos tesoros que recuerdan la época de Rubens y su colaboración con los jesuitas de Amberes: el monograma IHS del techo, las pinturas de Daniel Seghers, etc.

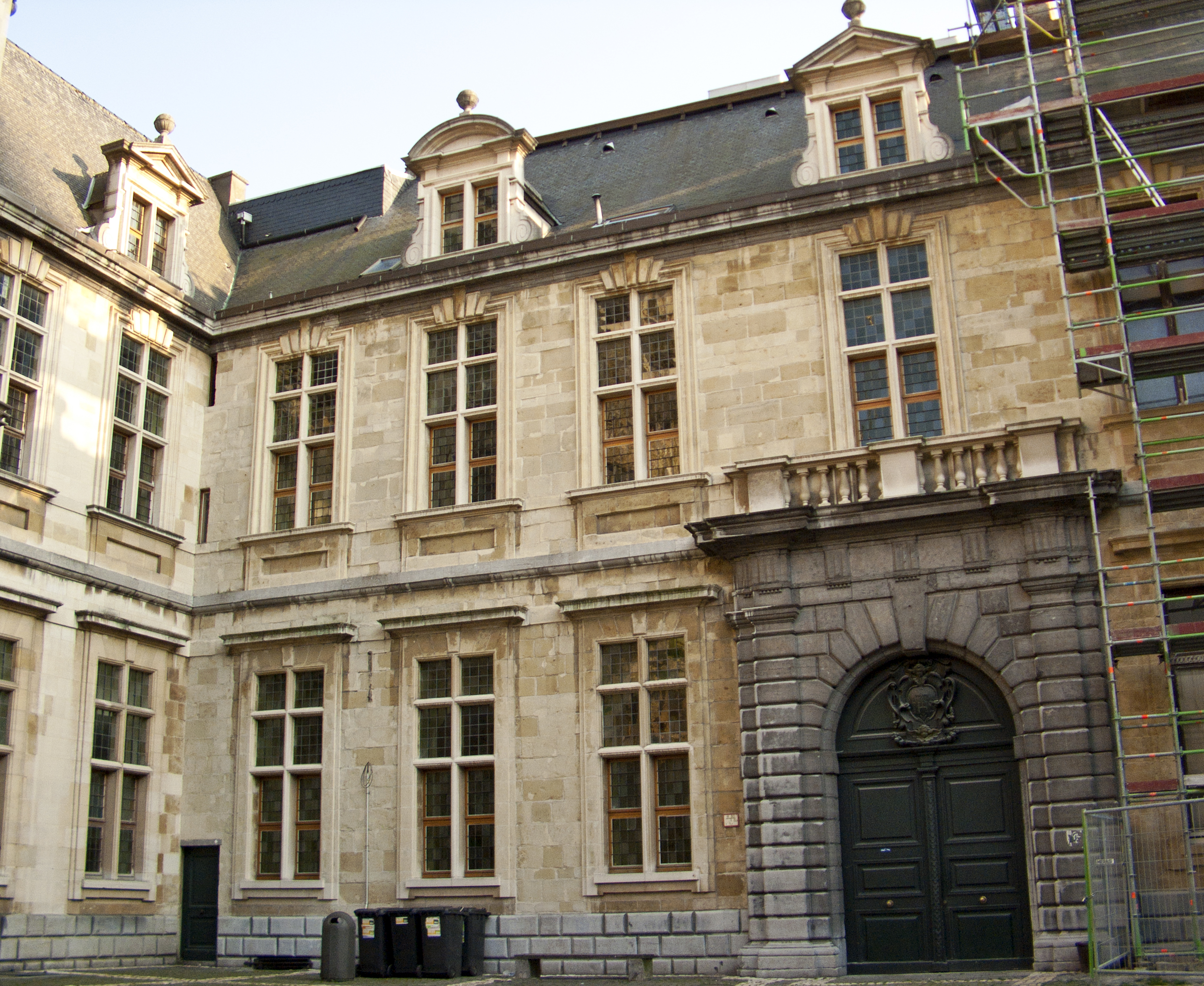
El antiguo Colegio jesuítico anexo
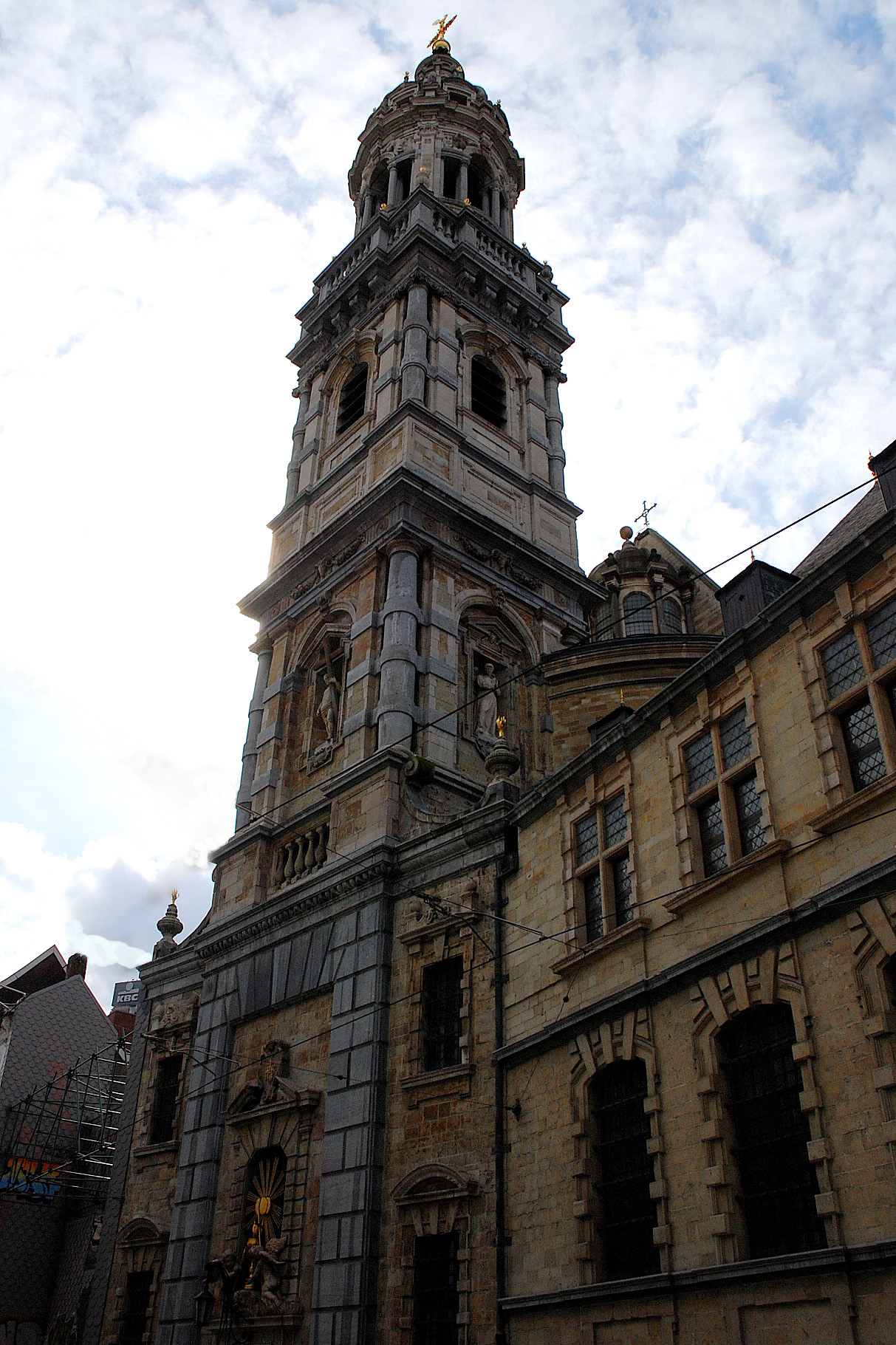
El coro con el campanile
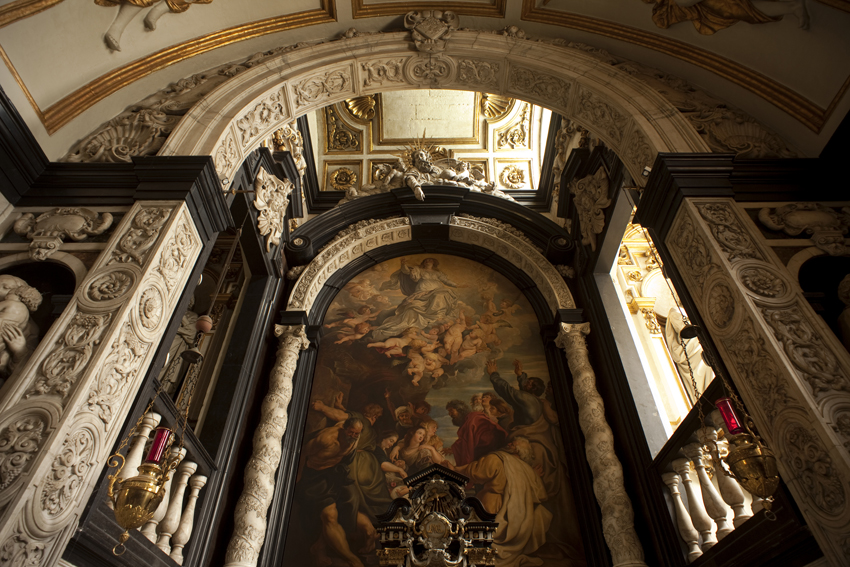
Detalle de la Cappella della Vergine
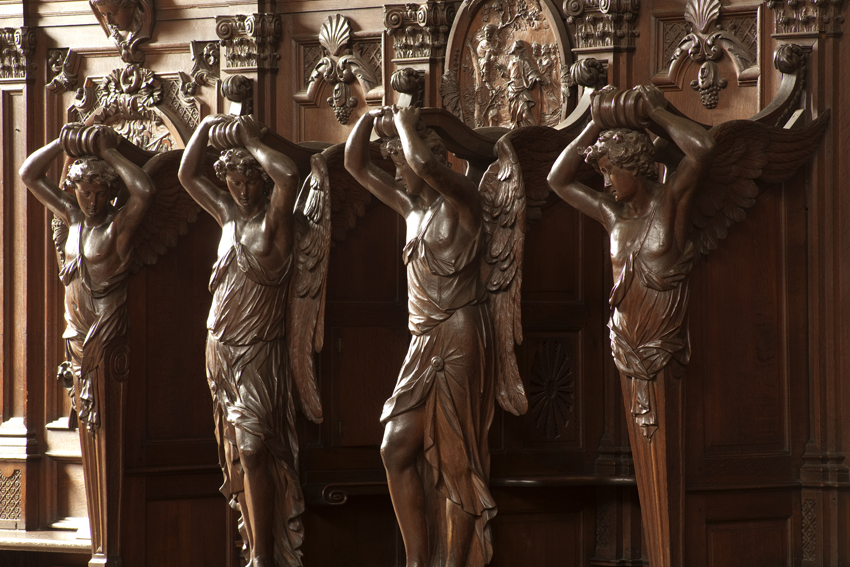
El precioso mobiliario settecentesco
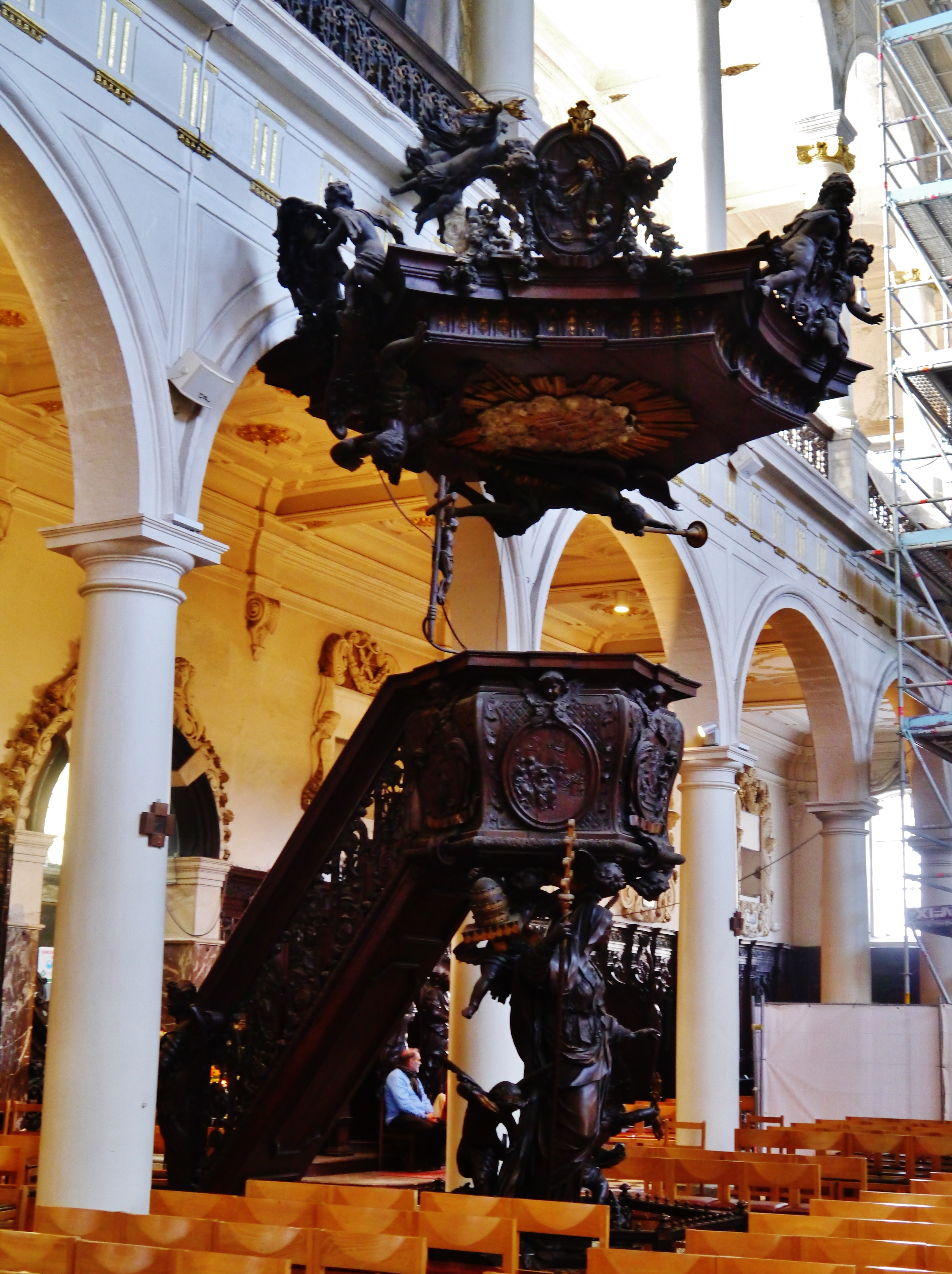
Detalle del púlpito
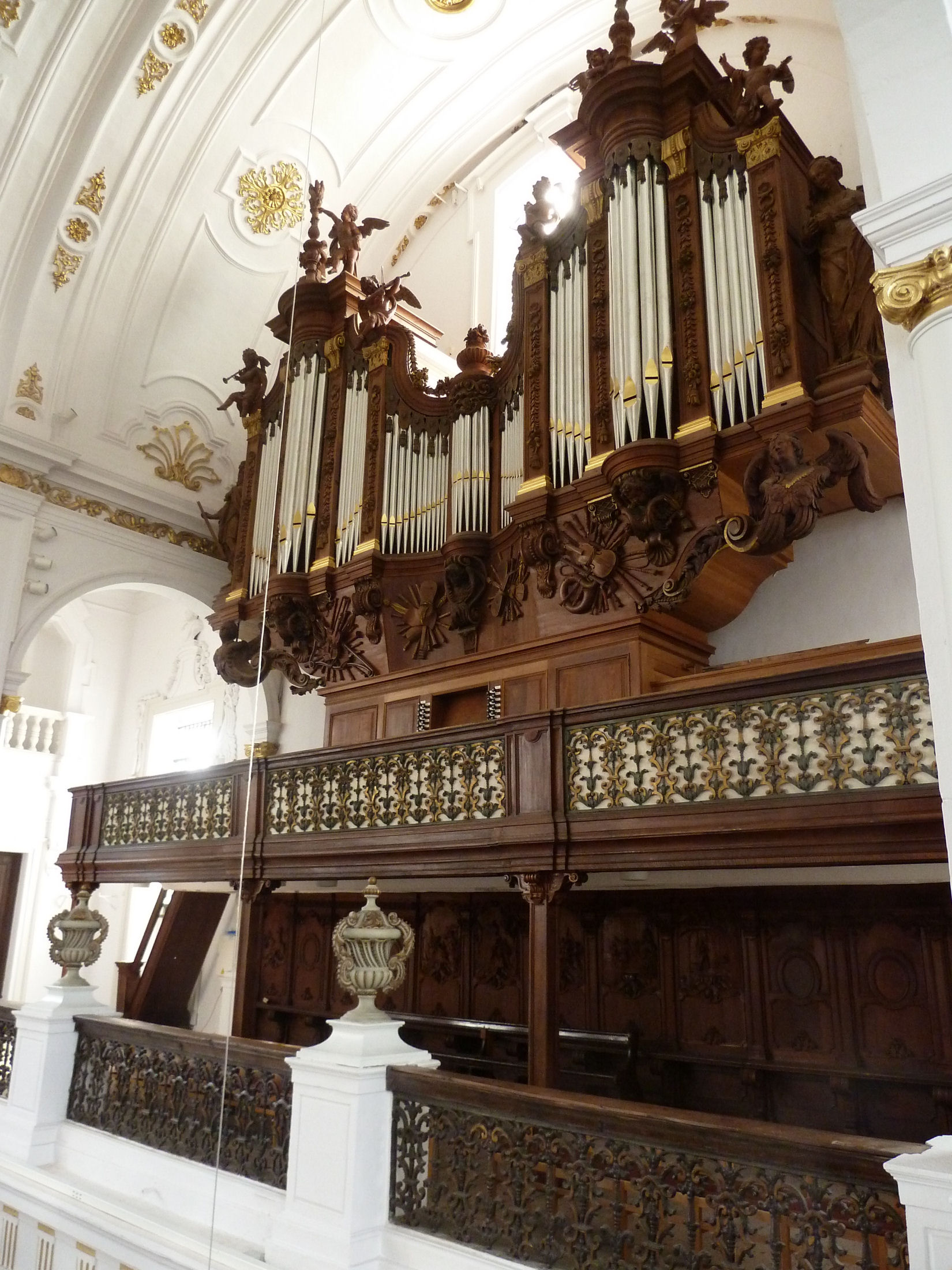
Vista del órgano